# 第1回ジャパンカップ
1981年11月22日に施行された第1回ジャパンカップについて記述する。東京競馬場で施行され日本初の国際招待競走であり、日本競馬に国際的な競争を導入し、競走馬の強化と知名度向上を狙った画期的な創設であった。アメリカの牝馬メアジードーツが優勝し、当時の日本レコードとなる2分25秒3のタイムを記録した。この結果は日本馬との実力差を浮き彫りにし、以後の国際招待競走戦略に大きな衝撃を与えた。
なお本記事においては 馬齢は全て旧表記を用いる。

## 背景
1970年代後半、強い日本馬の育成と国際競走への対応が課題とされており、外国調教馬との対戦機会を創出するために国際招待競走の整備が検討されていた。ジャパンカップはその一環として創設され、当初は日本、アメリカ、オーストラリア、カナダ、ニュージーランド、インドの馬を中心とした招待制限付きの国際競走として実施された。

## 競走施行時の状況

### 前哨戦
前哨戦として同年11月8日にオープン戦が行われた。この競走はジャパンカップ招待外国馬も出走可能であり、日本初の国際競走となった。外国馬はオウンオピニオン1頭が出走したが障害馬のジョーアルバトロスにまで敗れ7頭立てで大差の7着に終わった。また優勝したタクラマカンもジャパンカップに駒を進めた。なおこの競走は後の富士ステークスの前身となる競走である。

### 日本馬
タクラマカンは父がアメリカ合衆国の名馬ダマスカスというアメリカ産で、輸入時はイシカリという名前だったが、競走馬としてはタクラマカンの名前で走った。外国産馬の出走可能な競走が限られていた時代であったため、重賞勝利は無かったが、同期のカツトップエース、サンエイソロンに勝ったこともある4歳馬であった。
前哨戦では無いが、同年10月25日に行われた天皇賞（秋）は、当時3200mの長丁場であったが激闘の末ホウヨウボーイがモンテプリンスをハナ差抑えてレコードタイムで優勝した。この2頭の他3着ゴールドスペンサー、6着ラフオンテース、7着メジロファントム、12着ジュウジアローもジャパンカップに参戦を表明した。詳しくは第84回天皇賞を参照。
ホウヨウボーイは前年の有馬記念優勝馬で年度代表馬。モンテプリンスは前年の東京優駿、菊花賞ともに1番人気ながら2着、前走も2着の「無冠のプリンス」。ゴールドスペンサーは南関東公営競馬の浦和競馬場出身で、浦和時代も川崎記念2連覇や浦和記念を優勝した名馬であったが、この年の秋に中央競馬に移籍して、毎日王冠4着、前走3着の2走しかしていなかった。ラフオンテースは牝馬ながらデビュー5連勝で阪神3歳ステークスを優勝したがその後は不振で、この年夏の小倉競馬で復活し4連勝で天皇賞に出走していた。メジロファントムは名脇役の古豪で天皇賞や有馬記念の2着があるものの、2年以上未勝利であった。ジュウジアローも牝馬であるが、この年の毎日王冠をレコードタイムで勝利していた。
残る別路線組はサクラシンゲキである。東京優駿4着もあるが短距離の名馬で、この年の春にはスプリンターズステークスを圧勝、前走の1400mのオープン戦も圧勝して果敢に参戦してきた。

### 外国馬
外国馬はアメリカ3頭、カナダ3頭、インド1頭が招待された。トルコのデルシムも招待されたが来日後に故障し不出走となった。インドとトルコからの招待はこの時限りである。
唯一の国際G1競走優勝馬であり、100万ドルを超える生涯獲得賞金を誇るアメリカのザベリワンが目玉となった。とはいえそのG1も牝馬限定のサンタバーバラハンデキャップであったが、前年のワシントンDCインターナショナルで2着に入っており、その競走には日本のハシクランツも出走していたが8着だった。ターフクラシックインビテーショナルステークスでエイプリルランの3着の後に来日。
同じくアメリカのメアジードーツもザベリワンの勝ったサンタバーバラハンデキャップでは差の無い2着であったが、勝ち鞍はG2までであった。また脱水症で体調不良と伝えられていた。
ペティテートはフランスG2のドラール賞を勝っていたが、アメリカに移籍しており、アーリントンミリオン出走後に来日した。
カナダは当時の日本と同様、国際グレード競走がほとんど無かったが、4歳馬のフロストキングはカナディアンダービーやトロントカップを勝利。ブライドルパースは前々年のカナダ三冠競走のひとつであるブリーダーズステークスの優勝馬で、この年もナイアガラステークスを優勝していた。ミスターマチョはキングエドワードゴールドカップハンデキャップを勝利していた。
インドのオウンオピニオンは40戦27勝2着8回とインド競馬史に残る名馬で、日本のマスコミには「インドのシンザン」の触れ込みでやって来た。ただ、先述の通り前哨戦となったオープン特別で殿負けを喫したこともあり、出走15頭中最低の単勝オッズに留まった。トルコのデルシムも同じく日本のマスコミには「トルコのヒカルイマイ」のキャッチフレーズで紹介された。
ペティテート以外の外国馬はこの年10戦以上しており、ビッグネームはいないものの全体的にタフな馬が招待された。
アメリカのザベリワンが1番人気となったが、2番人気から4番人気は天皇賞の上位3頭（モンテプリンス、ホウヨウボーイ、ゴールドスペンサーの順）が占め、5番人気にアメリカのメアジードーツが続いた。

### 出走馬と枠順
- 天候：晴れ、馬場状態：良

| 枠番 | 馬番 | 競走馬名           | 調教国         | 性齢 | 斤量 | 騎手               | 調教師           | 人気 |
| ---- | ---- | ------------------ | -------------- | ---- | ---- | ------------------ | ---------------- | ---- |
| 1    | 1    | フロストキング     | カナダ         | 騸4  | 55kg | L.ダフィー         | B.マーコ         | 9    |
| 2    | 2    | ホウヨウボーイ     | 日本           | 牡7  | 57kg | 加藤和宏           | 二本柳俊夫       | 3    |
| 2    | 3    | ペティテート       | アメリカ合衆国 | 牡6  | 57kg | W.シューメーカー   | R.フランケル     | 8    |
| 3    | 4    | タクラマカン       | 日本           | 牡4  | 55kg | 大崎昭一           | 松山康久         | 6    |
| 3    | 5    | ラフオンテース     | 日本           | 牝5  | 55kg | 岩元市三           | 布施正           | 10   |
| 4    | 6    | ジュウジアロー     | 日本           | 牝5  | 55kg | 安田富男           | 加藤修甫         | 11   |
| 4    | 7    | ブライドルパース   | カナダ         | 牡6  | 57kg | P.J.スーター       | M.ベンソン       | 13   |
| 5    | 8    | サクラシンゲキ     | 日本           | 牡5  | 57kg | 小島太             | 境勝太郎         | 12   |
| 5    | 9    | ゴールドスペンサー | 日本           | 牡6  | 57kg | 大西直宏           | 中尾銑治         | 4    |
| 6    | 10   | オウンオピニオン   | インド         | 牡7  | 57kg | M.ジャグデイッシュ | A.B.デビディアン | 15   |
| 6    | 11   | ザベリワン         | アメリカ合衆国 | 牝7  | 55kg | R.ミグリオーレ     | S.ディマウロ     | 1    |
| 7    | 12   | メジロファントム   | 日本           | 牡7  | 57kg | 横山富雄           | 大久保洋吉       | 7    |
| 7    | 13   | ミスターマチョ     | カナダ         | 騸5  | 57kg | G.スターバウム     | L.N.アンダーソン | 14   |
| 8    | 14   | メアジードーツ     | アメリカ合衆国 | 牝6  | 55kg | C.アスムッセン     | J.フルトン       | 5    |
| 8    | 15   | モンテプリンス     | 日本           | 牡5  | 57kg | 吉永正人           | 松山吉三郎       | 2    |

## 競走内容
タクラマカンが発走前にゲートを突き破ってしまったため、外枠発走となった。発走時間が1分遅延した。
サクラシンゲキが先頭に立った。「日の丸特攻隊」とも呼ばれたサクラシンゲキの逃げであるが、大逃げではなくブライドルパース、フロストキングが続いた。4番手以降は離された縦長の展開となり、人気のザベリワンは中団、メアジードーツは後ろから3番手を追走。
4コーナーでフロストキングがサクラシンゲキに並んだ。ブライドルパースは既に後退、ペティテートが3番手に進出。
最後の直線に入り、残り200mでフロストキングが抜け出すが、メアジードーツが真ん中からやって来た。ザベリワンも大外から追い込んできた。
ゴール手前でメアジードーツがフロストキングを差し切って1着。ザベリワンは3着まで。4着にペティテート。日本馬はゴールドスペンサーの5着が最高であった。ゴールドスペンサーは地方競馬出身であり、JRA生え抜きの馬はホウヨウボーイの6着が最高という結果となった。勝ち時計2：25.3秒は、エリモジョージの2：25.8秒をコンマ0.5秒上回る日本レコードで決着。4着までの外国馬が当時の日本レコードを上回った。これ以後、2018年のジャパンカップでアーモンドアイから5着のサトノダイヤモンドが（当時はタイムの出やすい芝状態で5着の馬までもが従来のレコードを更新した）レコードを更新するまで、日本の2400mレコードはジャパンカップに来日した外国馬によって更新され続けた。
優勝したメアジードーツの騎手キャッシュ・アスムッセンは当時わずか19歳であったが、既にコーチングクラブアメリカンオークスを優勝するなど一流騎手として知られていた。メアジードーツは本国アメリカでも一流馬とは言い難かったが、このジャパンカップの賞金により父ノーダブルが同年の北米リーディングサイアーとなった。なお、ジャパンカップは当時の国際競走では世界一の賞金額(6500万円)であった。

### 競走結果
| 着順 | 枠番 | 馬番 | 競走馬名           | タイム | 着差      | 人気 |
| ---- | ---- | ---- | ------------------ | ------ | --------- | ---- |
| 1    | 8    | 14   | メアジードーツ     | 2:25.3 | レコード  | 5    |
| 2    | 1    | 1    | フロストキング     | 2:25.5 | 1馬身     | 9    |
| 3    | 6    | 11   | ザベリワン         | 2:25.7 | 1 1/2馬身 | 1    |
| 4    | 2    | 3    | ペティテート       | 2:25.7 | クビ      | 8    |
| 5    | 5    | 9    | ゴールドスペンサー | 2:25.8 | 1/2馬身   | 4    |
| 6    | 2    | 2    | ホウヨウボーイ     | 2:26.1 | 1 3/4馬身 | 3    |
| 7    | 8    | 15   | モンテプリンス     | 2:26.2 | 1/2馬身   | 2    |
| 8    | 4    | 6    | ジュウジアロー     | 2:26.9 | 4馬身     | 11   |
| 9    | 5    | 8    | サクラシンゲキ     | 2:26.9 | アタマ    | 12   |
| 10   | 3    | 4    | タクラマカン       | 2:27.0 | クビ      | 6    |
| 11   | 7    | 12   | メジロファントム   | 2:27.1 | 3/4馬身   | 7    |
| 12   | 3    | 5    | ラフオンテース     | 2:27.7 | 3 1/2馬身 | 10   |
| 13   | 6    | 10   | オウンオピニオン   | 2:28.7 | 6馬身     | 15   |
| 14   | 4    | 7    | ブライドルパース   | 2:28.7 | ハナ      | 13   |
| 15   | 7    | 13   | ミスターマチョ     | 2:29.8 | 7馬身     | 14   |

### 配当(払戻金)
| 単勝     | 14    | 1,120円 |
| 複勝     | 14    | 330円   |
| 複勝     | 1     | 490円   |
| 複勝     | 11    | 200円   |
| 連勝複式 | 1 - 8 | 2,890円 |

- 売得高合計 3,867,795,700円

### 賞金
- 1着65,000,000円、付加賞130,200円
- 2着26,000,000円、付加賞37,200円
- 3着16,000,000円、付加賞18,600円
- 4着10,000,000円
- 5着6,500,000円